# Grange House
Grange House ist eine Villa nahe der schottischen Stadt Linlithgow in der Council Area West Lothian. 1971 wurde das Bauwerk in die schottischen Denkmallisten in der höchsten Kategorie A aufgenommen. Das Gebäude wurde zwischen 1904 und 1907 nach einem Entwurf der Architekten John Nichol Scott und Alexander Lorne Campbell für Henry Moubray Cadell erbaut.

## Beschreibung
Das im Scottish Baronial Style mit Renaissancedetails des 17. Jahrhunderts gestaltete Grange House liegt isoliert abseits der A706 zwischen den Städten Linlithgow und Bo’ness. Die zweistöckige Villa weist einen quadratischen Grundriss auf und ist mit Harl verputzt, wobei die Gebäudekanten mit cremefarbenem, poliertem Sandstein abgesetzt sind. Ein vierstöckiger Turm mit Zinnenbewehrung dominiert die asymmetrisch aufgebaute südexponierte Frontseite. Mit einem Treppenturm tritt ein weiterer Turm mit Kegeldach an der Südostkante hervor. Im Obergeschoss befindet sich ein Renaissancefenster mit Monogramm und Baujahr. Das verzierte, zweiflüglige Eingangsportal ist mit ionischen Pilastern gestaltet. Die Bekrönung zeigt Wappen und Distelmotive. Die Gebäudeseite schließt mit zwei Dachgauben ab. Links tritt eine Giebelfläche hervor.
Die Ostseite ist ebenfalls asymmetrisch aufgebaut mit sechs Fenstern auf der rechten Seite, drei bekrönten Fenstern in der Mitte und einer Auslucht. An der linken Seite tritt die Fassade etwas zurück und ist mit Tourelle im Winkel gestaltet. An der gegenüberliegenden Westseite sind fünf Fenster verbaut. Halbrechts tritt eine Giebelfläche mit Drillingsfenster und ornamentierten Fensterpfosten hervor. Rechts befindet sich ein einstöckiger Wintergarten mit geschwungener Auslucht. Links tritt an der nordexponierten Rückseite eine Giebelfläche mit Vortreppe leicht hervor. Die restliche Fassade ist sieben Achsen weit und mit Zwillingsfenstern gestaltet. Auf der fünften Achse von rechts führt ein segmentbogenförmiger Torweg auf den Innenhof.